# Classe Meko 100
La Classe Meko 100 est une série de navires de guerre de la firme allemande Howaldtswerke-Deutsche Werft conceptrice du type MEKO  développée pour différentes marines comme patrouilleur ou corvette.

## Conception
La classe Meko 100 a été la suite de la série MEKO 200 développée pour plusieurs marines.

C'est une conception de Patrouilleurs extracôtiers ou de Corvettes qui peut être facilement adaptée à la demande du commanditaire en fonction de son armement et de ses missions.

Sa signature radar est aussi discrète que possible et sa consommation en carburant faible. Le contrôle des dommages à bord est fortement automatisé.

## Variantes
- Type MEKO 100 RMN :

C'est une série de six patrouilleurs commandés par la Marine royale malaisienne. Le premier fut lancé en 2003, le dernier en 2010.
- Type MEKO A-100 :

C'est une série de sept corvettes pour la Marine polonaise. Le premier navire de cette classe (ou Projet 621) portera le nom de Ślązak et sera livré en 2015. En raison de la crise économique, seuls deux navires sont actuellement commandés. Ils sont construits sur le chantier naval de Gdynia.
- Korvette 130 :

C'est une série de cinq corvettes  pour la Marine allemande qui prend le nom de classe Braunschweig .

Plus puissamment armés que les navires malaisiens, ils sont construits pour mener des actions de combat. Trois navires, le Braunschweig (F260), le Magdeburg (F261) et le Erfurt (F262) sont déjà en service.